# Carl Friedrich von Beyme

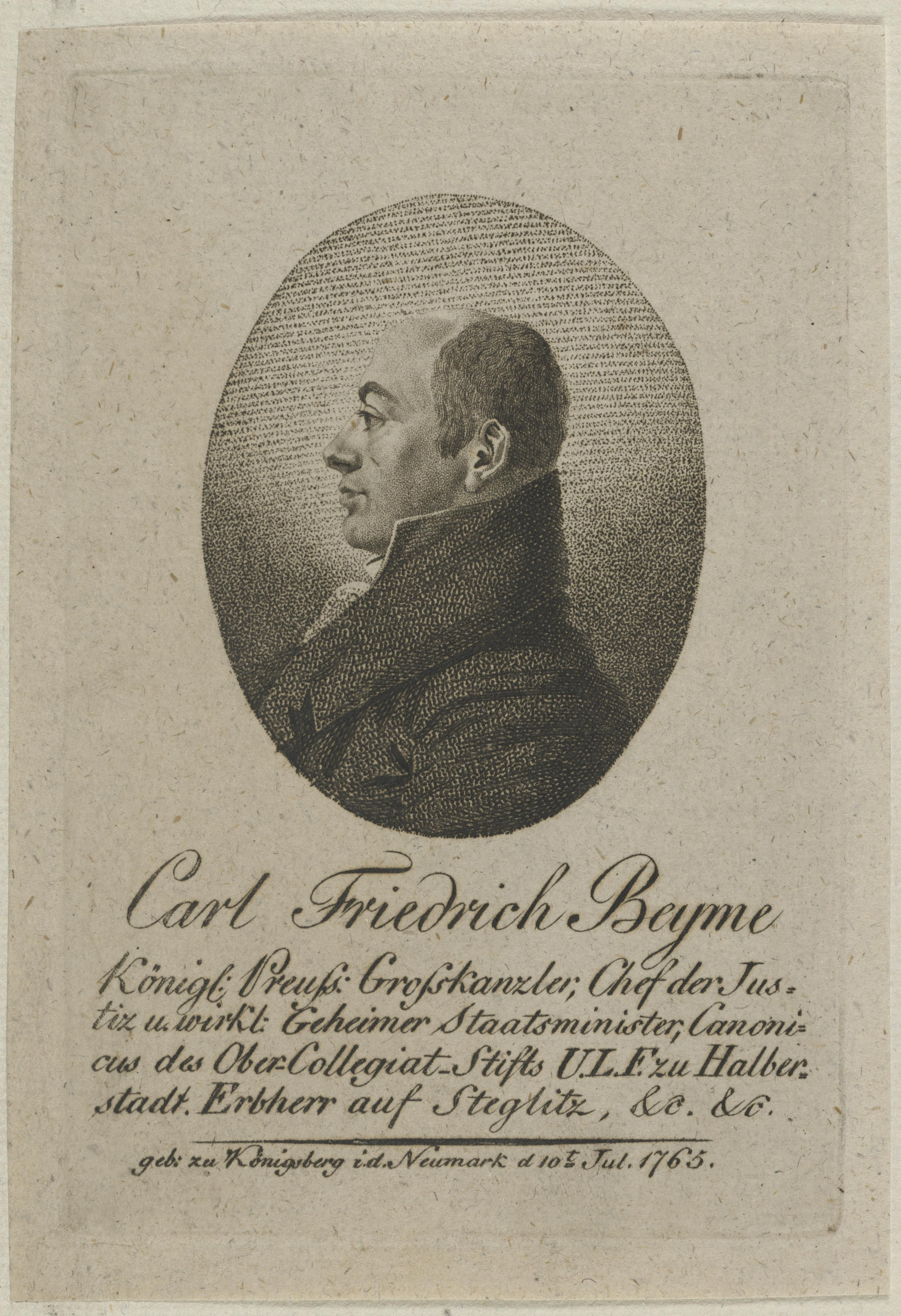
Carl Friedrich Beyme; Johann Daniel Laurenz (1810)

Carl (Karl) Friedrich von Beyme (* 10. Juli 1765 in Königsberg/Neumark; † 10. Dezember 1838 in Steglitz bei Berlin) war preußischer Kabinettsrat, Wirklicher Geheimer Staatsminister und Mitglied des Staatsrates.:7

## Leben

### Jugend und Ausbildung
Carl Friedrich Beyme wurde als eines von acht Kindern des Regimentschirurgen Johann Gottfried Beyme und der Charlotte Eleonore Bauer in bürgerliche Verhältnisse geboren. Im Alter von fünf Jahren verlor er seinen Vater. Nach dem Besuch der Schulen von Soldin und Königsberg kam er in eine – auch als Waisenhaus fungierende – renommierte Schule der Franckeschen Stiftung nach Halle und wurde dort im humanistischen Geist erzogen.:15 Im Anschluss begann er ein Studium der Rechte an der Halleschen Universität und besuchte hierbei Kollegien von Daniel Nettelbladt und dem Theologen Johann Semler.

### Laufbahn
1788 bekam Beyme seine erste Anstellung als Assessor des Kammergerichts und arbeitete dort an der Verfassung des Allgemeinen Preußischen Landrechts unter Heinrich Dietrich von Grolman mit. Das Angebot des Kanzlers der Universität Halle, Carl Christoph von Hoffmann, eine Jura-Professur mit der Aussicht den Direktorenposten der juristischen Fakultät als Nachfolger Nettelbladts zu übernehmen, schlug er ebenso aus wie die von seinem Paten – dem Generalmajor Paul von Natalis – angetragene Stelle eines Regimentsquartiermeisters. 1791 wurde er zum Kammergerichtsrat ernannt. Hierbei fiel er durch (publizierte) Stellungnahmen gegen die Folter zur Erzwingung von Geständnissen auf.:16,18 Obwohl jüngstes Mitglied des Kollegiums, wurde er zugleich Zensor und Mitglied der Examinations-Kommission. Neben seiner Tätigkeit als Richter am Kammergericht wirkte er als Ober-Lotterierichter.
Nachdem er die von dem jungen König Friedrich Wilhelm III. veranlassten, rechtlich zweifelhaften, Maßnahmen gegen die Maitresse seines Vaters, die Gräfin von Lichtenau, durch einen Vergleich lösen konnte, gewann er dessen Vertrauen und wurde Anfang 1798 als Kabinettsrat für das Justizwesen in die Regierung berufen.:18 Hierbei setzte er einerseits die Abschaffung der Folter zur Erzwingung von Geständnissen und der Todesstrafe für Kindsmörderinnen durch, wirkte andererseits an der Planung mit, „unverbesserliche Bösewichter“ nach Sibirien oder Ostindien verbannen zu lassen. Nachdem der bisherige Leiter des Kabinetts Anastasius Mencken 1801 gestorben war, wurde Beyme auch das Innenressort übertragen.:21 Hierbei führte er, mehrere Jahre vor den Stein-Hardenbergschen Reformen, mit der Entlassung von 50.000 Bauern aus der Erbuntertänigkeit eine grundlegende Reform durch.:25 Die zunehmende Bedeutung des Kabinetts beobachtete der Adel mit Argwohn, worunter im Zuge dieser Maßnahmen auch Beyme zu leiden hatte. Da das Kabinett mit seinen in der Regel bürgerlichen Mitgliedern und als Organ zwischen König und Staatsministern stehend, ohnehin eher Staats- als adeligen Standesinteressen verpflichtet war, wurde diese Entwicklung verstärkt.:23
Mit Beginn des Krieges 1806 wurde Beyme, wenn auch nicht de iure, so doch de facto Leiter der Geschäfte des Kabinetts,:41 weswegen er von manchen für die Niederlagen von Jena und Auerstedt mitverantwortlich gemacht wurde.:8 Die Feindschaften Steins und Hardenbergs hatten auch hierin ihre Ursache. 1807 wurde er kurzfristig Präsident des Kammergerichts. Nach der Entlassung Steins ernannte man ihn 1808, auf dem Höhepunkt seiner Karriere, zum Preußischen Großkanzler („Chef de Justice“, Leitender Justizminister). Nach zwei Jahren – am 4. Juni 1810 – wurde er auf Betreiben Karl August von Hardenbergs entlassen und zeitweilig in den Ruhestand versetzt. Während der Freiheitskriege war er Zivilgouverneur von Pommern. Im Juni 1816 wurde er von Hardenberg in die Immediatkommission für die Justiz der Rheinprovinzen, im März 1817 in den Staatsrat und im November an die Spitze des neuen Ministeriums für Gesetzesrevision berufen. 1816 erhielt er den erblichen Adel (von Beyme). 1819 verlieh ihm der König den Roten Adlerorden I. Klasse mit Eichenlaub (anders Sarig: „II. Klasse“), nachdem er zuvor bereits das Eiserne Kreuz am weißen Bande erhalten hatte. Im Dezember 1819 trat er aus Protest gegen die Karlsbader Beschlüsse und die Entlassung Wilhelm von Humboldts:89 gleichzeitig mit Hermann von Boyen zurück.
Bis zu seinem Tod lebte er zurückgezogen auf seinem Gut in Steglitz. Im Jahre 1830 wurde er mit dem Doktordiplom der Humboldt-Universität geehrt. Er wurde in einem bis heute bestehenden Grab auf dem St.-Annen-Kirchhof in Dahlem bestattet. Verheiratet war er in erster Ehe mit Charlotte Ernestine Meyer († 17. April 1821), verwitwete Schlechtendal, in zweiter Ehe mit Anna Christine Frentzell († 18. September 1835), verwitwete von Schultze, die er beide überlebte. Aus erster Ehe hatte er einen als Kind verstorbenen Sohn und eine Tochter, Charlotte Wilhelmine, die mit Carl Heinrich von Gerlach verheiratet war.:20
Beyme war bei seinen Zeitgenossen umstritten. Sahen die einen einen eitlen, intoleranten Parvenu und „Jakobiner“,:8,9 war er anderen ein fortschrittlicher, liberaler Staatsdiener und Preuße.:120

### Steglitz

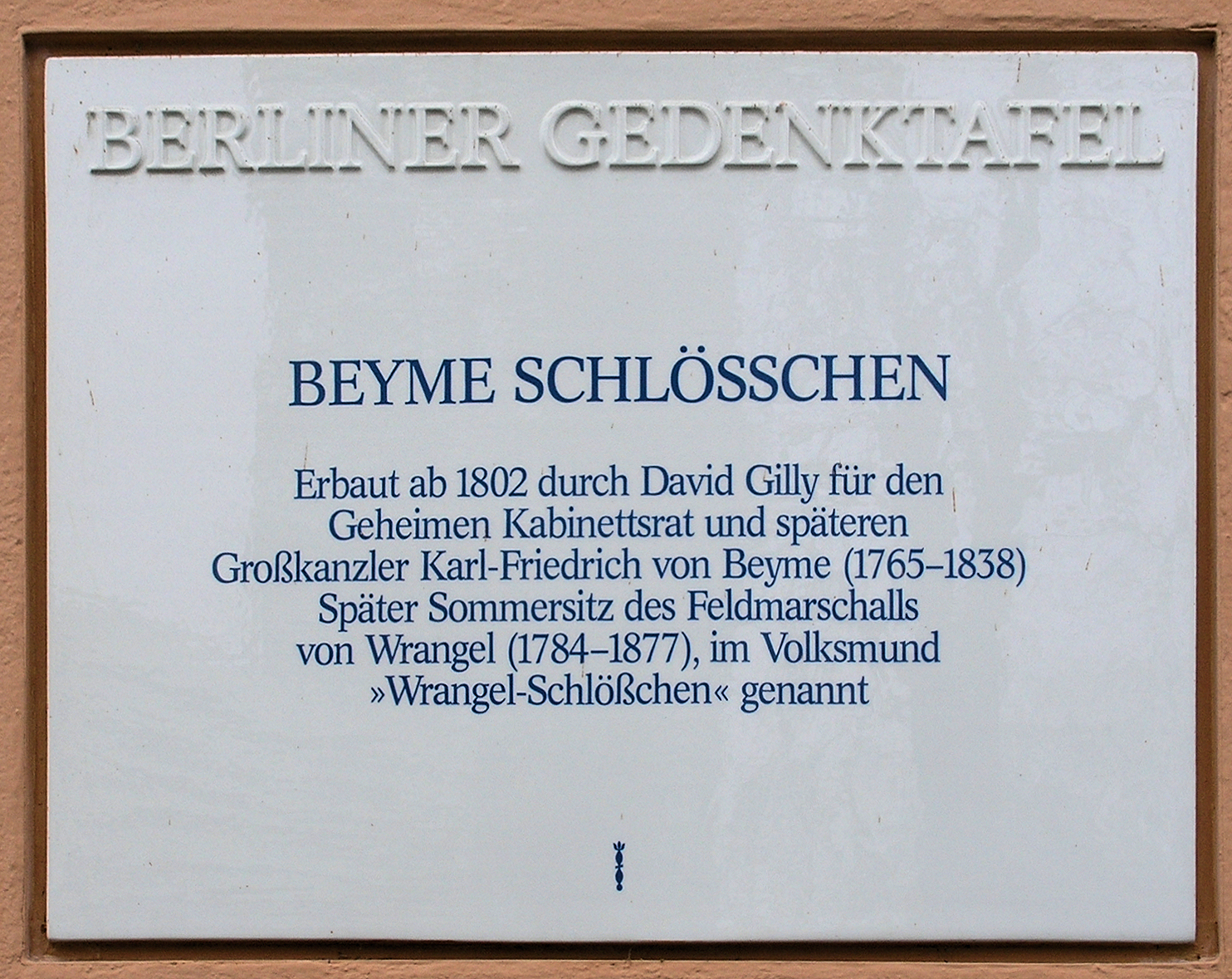
Berliner Gedenktafel am Gutshaus Steglitz in der Schloßstraße 48 in Steglitz

Steglitz, zu Beymes Lebzeiten ein Gutsdorf vor den Toren Berlins, hatte Beyme 1801 unter Befreiung von allen Einschränkungen erwerben dürfen, die sonst für bürgerliche Gutsbesitzer galten. 1804 kaufte er die Güter Dahlem, Schmargendorf und Ruhleben hinzu. 1841 veräußerte seine Tochter die Güter. Sein Landsitz, das Gutshaus Steglitz, welches er von den Architekten David Gilly und Heinrich Gentz erbauen ließ, ist als Baudenkmal unter dem Namen seines späteren Bewohners, Friedrich von Wrangel, als „Wrangelschlösschen“ bis heute erhalten. Hier trägt seit den 1870ern auch eine Straße seinen Namen. Auch im späteren Berlin-Friedrichshain und in der Kolonie Grunewald wurden 1898 Straßen nach ihm benannt, deren Namen man jedoch in den 1950ern in Lehmbruckstraße und Furtwänglerstraße änderte. Steglitz, Schmargendorf, Dahlem und Ruhleben wurden 1920 nach Groß-Berlin eingemeindet.